# معاوية برزنجي
معاوية برزنجي (1941 - 30 آذار 2022)، عالم سوري في علوم الأرض عاش حياته وتوفي في الولايات المتحدة الأميركية. اشتهر بمجال الدراسات الزلزالية، وسبق أن تنبأ بقرب حدوث زلزال كبير في بلاد الشام، ورحل قبل أن يشاهد صدق توقعاته بحدوث زلزال 6 شباط 2023، والذي أودى بحياة الآلاف في سوريا.
العالم السوري الراحل، ساهم بإنشاء المركز الوطني للزلازل في سوريا. إضافة لعمله المستمر في دراسة عمق القشرة الأرضية تحت سوريا مستخدماً التسجيلات الانكسارية المتواجدة لدى وزارة النفط.
ورغم اغترابه عن بلده، إلا أن علاقة “برزنجي” لم تنقطع عن سوريا، التي كان يزورها بشكل دائم سواء للمشاركة في الأبحاث أو للزيارات. ففي عام 2009، شارك مع 50 باحثاً وباحثة من العرب والأجانب، في ورشة عمل حول دراسة التكتونيك وتقييم النشاط الزلزالي في المنطقة.
تخرّج على يديه الكثير من حملة شهادات الدكتوراه، كما أن أبحاثه غطّت الوطن الأم سوريا، لبنان، المغرب، والجزائر.

### سيرته
ولد الدكتور معاوية برزنجي لعائلة محبة للعلم، وندر حياته للتدريس، درس في مدارس دمشق، وحصل من جامعتها على شهادة جامعية في الفيزياء وعلوم الأرض عام 1965 وكان الأول في كل المراحل. ثم غادر إلى الولايات المتحدة لمتابعة دراسته، وحصل على منحة في جامعة كولومبيا لينتقل لاحقاً إلى جامعة كورنيل والتي وصل فيها إلى مرتبة البروفيسور.
بحث البروفيسور معاوية لدرجة الماجستير تضمن خارطة حديثة لتوزّع الزلازل على سطح الأرض، كما قام بتدريس طلاب الدراسات العليا، وأشرف على الكثير من الأبحاث التي غطت أرجاء العالم من الولايات المتحدة إلى الهند وجزر فيجي في المحيط الهادي.
إضافةً إلى دوره بمشروع درء الأخطار الزلزالية في الوطن العربي الذي تم بتمويل من البنك العربي في الكويت، وبالتعاون مع منظمة اليونسكو.

### توقعه للزلزال القادم
“برزنجي” الذي كان رئيس قسم علم المحيطات في جامعة كورونيل الأميركية، وشغل منصب رئيس مشروع رصد الزلازل للشرق الأوسط وشمال إفريقيا. كان قد حذر بداية ثمانينيات القرن الفائت من زلزال قادم سيكون ضرره بالغاً خلال محاضرة له في دمشق، مطالباً خلالها بإنشاء صندوق وطني لإغاثة منكوبي الزلزال المتوقع القادم.
وقال “برزنجي” في الورشة التي افتتحها وزير النفط الأسبق حينها “سفيان العلاو”، إن هناك العديد من الإجراءات لتخفيف الخطر الزلزالي. واقترح دراسة الوضع الجيولوجي لمحافظة “دمشق”، وإنشاء شبكات وطنية لتحديد المخاطر الزلزالية إضافة إلى ضرورة إقامة منشآت ومباني قوية متينة قادرة على تحمل الزلازل.

### حياته الأسرية
زوجته هي الدكتورة نعمت الحافظ البرزنجي، ولديه منها ابنة وحيدة هي الدكتورة نبل البرزنجي المتزوجة من الصحفي إسحاق سميث، وحفيدته الوحيدة صفا سميث برزنجي. والداه هما بديعة سكر ومحمد نور الدين برزنجي.